# 1251
1251 (MCCLI) var ett normalår som började en söndag i den julianska kalendern.

## Händelser

### Okänt datum
- Andra folkungaupproret, lett av Knut Långes son Filip Knutsson, utbryter. De upproriska besegras av Birger jarl i slaget vid Herrevadsbro och Filip avrättas.
- Kung Valdemar Birgersson kröns i Linköping.
- Birger jarls dotter Rikissa gifter sig med kung Håkon Håkonsson av Norge.
- Ottokar (sedan 1253 konung av Böhmen) får herraväldet över Österrike.

## Födda
- 5 juni – Hōjō Tokimune, japansk shikken.

## Avlidna
- Filip Knutsson (avrättad efter slaget vid Herrevadsbro).
- Ingrid Ylva, svensk stormannakvinna.
- Oghul Qaimish, Mongolrikets kejsarinna och regent.